# Beïnamar
 Beïnamar è un comune del Ciad situato nel dipartimento di Dodjé, provincia del Logone Occidentale.
È il capoluogo del dipartimento.